# Usia pallescens
Usia pallescens är en tvåvingeart som beskrevs av Becker 1906. Usia pallescens ingår i släktet Usia och familjen svävflugor. Inga underarter finns listade i Catalogue of Life.